# Alliance F
alliance F is een Zwitserse vrouwenorganisatie die werd opgericht in 1900. Voor de naamsverandering in 1999 was deze organisatie gekend onder de namen Bund Schweizerischer Frauenorganisationen (BSF; Duits), Alliance de sociétés féminines suisses (Frans) en Alleanza delle società femminili svizzere (Italiaans).

## Omschrijving

### Oprichting
|                                                                       |  |                                             |
| Helene von Mülinen, medeoprichtster en eerste voorzitster van de BSF. |  | Camille Vidart, medeoprichtster van de BSF. |

In 1896 organiseerden de voorzitsters van verschillende vrouwenorganisaties uit Bern (Helene von Mülinen), Zürich (Emma Boos-Jegher), Lausanne (Marguerite Duvillard-Chavannes) en Genève (Camille Vidart) een vrouwencongres in Genève teneinde hun diverse kantonnale organisaties te groeperen in een overkoepelende organisatie die zich zou inzetten voor een verbeterde professionele opleiding en een verbeterd juridische statuut voor vrouwen. In 1899 bracht men vervolgens een manifest uit voor de oprichting van zulke overkoepelende organisatie, die uiteindelijk in 1900 het licht zou zien onder de naam Bund Schweizerischer Frauenvereine (BSF; vanaf 1971 Bund Schweizerischer Frauenorganisationen). De organisatie had een wederzijdse stimulering van de Zwitserse feministen en vrouwenorganisaties, het uitoefenen van gezamenlijke invloed op politieke besluitvormingsorganen en een correcte vertegenwoordiging van Zwitserse vrouwen in de internationale vrouwenbeweging als doel. Als eerste zouden de beroepsverenigingen van leraressen en vroedvrouwen bij de BSF aansluiten. In 1945 waren ongeveer 250 vrouwenorganisaties aangesloten.

### Juridische positie van vrouwen
Toen de Zwitserse wetgever aan het begin van de 20e eeuw een eengemaakt Zwitsers Burgerlijk Wetboek wilde invoeren, pleitte de BSF ervoor om het principe van de scheiding van goederen en een verbeterd statuut voor buitenhuwelijkse kinderen in te schrijven in dit wetboek. Dit wetboek, naar de hand van Eugen Huber, zou uiteindelijk in 1907 worden ingevoerd, echter zonder rekening te houden met het pleidooi van de BSF.
Geleidelijk aan zou nieuwe wetsbepalingen uitwerken een van de belangrijkste taken van de BSF worden. Zo formuleerde men diverse voorstellen voor bepalingen over de goede zeden in het nieuwe Strafwetboek, dat in 1937 zou worden ingevoerd en waarvan het voorontwerp was opgesteld door Carl Stooss. Daarnaast werden er ook voorstellen gedaan over de bescherming van het moederschap en het invoeren van een ouderdoms- en overlevingsverzekering voor vrouwen. Zo was Marie Adam-Doerrer bijvoorbeeld lid van de commissie voor de moederschapsverzekeringen.
Vanaf 1909 bepleitte de BSF niet langer de invoering van het vrouwenstemrecht in Zwitserland, nu daarvoor toen een aparte vereniging werd opgericht, de Schweizerischer Verband für Frauenstimmrecht, die door de BSF werd gesteund.

### Sociale positie van vrouwen
Andere aandachtpunten van de BSF op sociaal vlak waren vrouwenarbeid, onderwijs voor vrouwen en huishoudkunde. De organisatie voerde onderzoek uit naar de arbeidsomstandigheden van vrouwen in de industrie en de dienstensector. Hedwig Bleuler-Waser was bijvoorbeeld lid van de arbeidscommissie binnen de BSF. De organisatie werd ook betrokken bij de uitvoering van nieuwe wetgeving over thuis- en fabrieksarbeid, waarmee men de uitbuiting van vrouwenarbeid trachtte tegen te gaan. De BSF bepleitte ook voor een verbeterd, contracuteel statuut voor dienstmeisjes en zette zich in voor de verplichte opleiding huishoudkunde en de algemene erkenning van huishoudelijk werk als beroep. Op initiatief van het tweede congres voor vrouwenbelangen in 1923 richtte men met de Schweizerische Zentralstelle für Frauenberufe een vakbond op voor vrouwen. De BSD zou naast haar voorlichtingsactiviteiten ook politieke invloed uitoefenen, met name toen door de economische crisis veel vrouwelijke arbeidsplaatsen verloren gingen ondanks het succes van de Schweizerische Ausstellung für Frauenarbeit in 1928.

### Tweede Wereldoorlog
Vanwege haar rol in de nationale defensie door middel van de Militärischer Frauendienst en in de hulp- en bevoorradingscommissies tijdens de Tweede Wereldoorlog groeide de BSF uit tot de geprivilegieerde gesprekspartner van de Confederatie inzake vrouwenaangelegenheden. De organisatie zou Zwitserland gaan vertegenwoordigen bij verscheidene internationale vrouwenorganisaties en werkte samen met de Volkenbond en vanaf 1945 met de UNESCO. Zo zou medeoprichtster Emma Boos-Jegher de BSF bijvoorbeeld meermaals vertegenwoordigen op congressen van de International Alliance of Women.

### Naoorlogse evolutie
Na een statutenwijziging in 1949 konden ook verenigingen waarbinnen mannen actief waren zich bij de BSF aansluiten. Het ging dan onder meer om verenigingen die pleitten voor het vrouwenstemrecht, zoals bijvoorbeeld het in 1943 opgerichte Frauensekretariat. Met campagnes rond het thema gelijk loon voor gelijk werk en de Zwitserse vrouwententoonstelling van 1958 kende de BSF een periode van hoogconjunctuur. De organisatie wist het statuut van de vrouw ook te verbeteren door de positie van huisvrouwen op te waarderen en door haar stempel te drukken bij hervormingen van het huwelijksvermogensrecht en het afstammingsrecht.
Vanaf 1970 verloor de BSF aan invloed na het stopzetten van het Schweizer Frauenblatt en haar pers- en documentatiediensten en door enige weerstand tegen het in vraag stellen van de traditionele rollen van mannen en vrouwen. Ook het vierde en vijfde vrouwencongres in 1975 en 1996 konden deze tendens niet doorbreken. Ook nam de Federale Commissie voor Vrouwenkwesties een aantal functies over, ondanks aanvankelijke scepsis bij de BSF. De verhuizing in 1986 van het secretariaat naar Worblaufen, naast het archief van de Zwitserse vrouwenbeweging (Gosteli-Stiftung) gaf het BSF een nieuwe impuls. In 199 kreeg de organisatie de huidige naam alliance F.

## Leiding

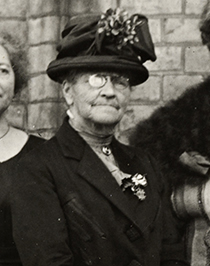
Pauline Chaponnière-Chaix, die tweemaal voorzitster was (1904-1910 en (1916-1920).

### Voorzitsters
| Voorzitster                       | Periode    |
| --------------------------------- | ---------- |
| Helene von Mülinen                | 1900-1904  |
| Pauline Chaponnière-Chaix         | 1904-1910  |
| Klara Honegger                    | 1911-1916  |
| Pauline Chaponnière-Chaix         | 1916-1920  |
| Elisabeth Zellweger               | 1920-1929  |
| Anne de Montet-Burckhardt         | 1929-1935  |
| Clara Nef                         | 1935-1944  |
| Adrienne Jeannet-Nicolet          | 1944-1949  |
| Gertrud Haemmerli-Schindler       | 1949-1955  |
| ...                               |            |
| Dora Rittmeyer-Iselin             | 1959-1965  |
| Rolande Gaillard                  | 1965-1971  |
| ...                               |            |
| Jacqueline Berenstein-Wavre       | 1975-1980  |
| ...                               |            |
| Kathrin Bertschy (co-voorzitster) | 2014-heden |
| Maya Graf (co-voorzitster)        | 2014-heden |

### Bestuursleden
Onder meer Camille Vidart (1900 tot 1908), Emma Boos-Jegher (ondervoorzitster van 1912 tot 1916), Agnes Debrit-Vogel (1938 tot 1956; ondervoorzitster van 1947 tot 1949) Jeanne Eder-Schwyzer (1949 tot 1957) en Marthe Gosteli (1968 tot 1972; ondervoorzitster van 1967 tot 1971) maakten deel uit van het bestuur van de BSF.

### Overige leden
Onder meer Marie Adam-Doerrer (vanaf 1900), Perle Bugnion-Secrétan, Lilian Uchtenhagen en Hedwig Bleuler-Waser waren lid van de BSF.

## Varia
- De archieven van alliance F worden bewaard door de Gosteli-Stiftung in Worblaufen, die vernoemd is naar de Zwitserse feministe Marthe Gosteli, die ook lid was van de organisatie.